# شهدادپور
شهدادپور (به انگلیسی: Shahdadpur) یک شهر در پاکستان است که در ایالت سند واقع شده‌است.